# برایان فیوری
برایان فیوری (به ژاپنی: ブライアン・フューリー? ,Buraian Fyūrī) یک شخصیت ساختگی در مجموعه بازی‌های ویدئویی تکن که توسط شرکت باندای نامکو گیمز ساخته شده‌است. او یک کاراگاه پلیس بین‌الملل است که در یک تعقیب و گریز که توسط افراد مسلح در تیراندازی واقع در هنگ‌کنگ کشته می‌شود. جسد او برای آزمایش و تحقیقات علمی در اختیار دکتر آبل قرار گرفت. برایان توسط دکتر آبل تبدیل به یک سرباز سایبورگ شده و به زندگی بازمی‌گردد. او طی آزمایش‌ها به معنای واقعی مشت آهنی تبدیل می‌گردد. شرکت G در بافت استخوان‌هایش فولاد تزریق می‌کند.

## زندگی‌نامهٔ خیالی
برایان فیوری یکی از بهترین افسرهای پلیس بین‌الملل بود اما در یک تعقیب و گریز در هنگ کنگ مورد اصابت گلوله قرار می‌گیرد و می‌میرد. جسد او برای آزمایش به آزمایشگاه دکتر آبراهام آبل فرستاده می‌شود و دکتر آبل هم او را با حالت سایبورگ به دنیا برمی‌گرداند. دکتر آبل رقیبی به نام دکتر بوسکونویچ دارد که همیشه اختراعاتی که دکتر آبل قصد ساخت آنها دارد را زودتر می‌سازد. برای همین دکتر آبل از برایان برای دزدیدن داده‌های مغزی دکتر بوسکونویچ استفاده می‌کند؛ و از همین مأموریت‌ها جنگ بین برایان و دوست دکتر بوسکونویچ «یوشیمیتسو» درگرفت…